# Kosmos 2208
Kosmos 2208, ruski komunikacijski satelit iz programa Kosmos.  Vrste je Strijela-2 (br. 60L).
Lansiran je 12. kolovoza 1992. godine u 05:44 s kozmodroma Pljesecka. Lansiran je u nisku orbitu oko planeta Zemlje raketom nosačem Kosmos-3M/11K65M. Orbita mu je 787 km u perigeju i 807 km u apogeju. Orbitna inklinacija mu je 74,05°. Spacetrackov kataloški broj je 22080. COSPARova oznaka je 1992-053-A. Zemlju obilazi u 100,81 minutu. Pri lansiranju bio je mase 900 kg.
Od satelita se odvojio jedan dio koji je još u orbiti.
Ova vrsta satelita najniža je razina od triju skupina komunikacijskih satelita. Popunjena je dvjema različitim sustavima posvećenim vojnim i vladinim komunikacijama. Oba imaju jednostavne pohrani-ispusti repetitore koji su posebice korisni u prosljeđivanju neesencijalnog prometa između Ruske Federacije i prekomorskih postaja vojnih snaga. Prvi je sustav Strijela, započet 1970. i koji se sastoji od satelita težine od 750 do 1000 kg raspoređenih na srednjim visinama od 800 km na trima orbitalnim ravninama nagiba 74 stupnja ka ekvatoru i udaljenih međusobno 120 stupnjeva. Svemirske letjelice Strijela 2 odvojeno je lansiralo lansirno vozilo Kosmos s kozmodroma Pljesecka u svaku orbitalnu ravninu u intervalima od 24 mjeseca do 36 mjeseci. Aktivnost ovih satelita moglo se pratiti preko CW radiofara koji je emitirao na frekvenciji 153,660 MHz.

## Vanjske poveznice
- N2YO.com Search Satellite Database
- Celes Trak SATCAT Format Documentation (engl.)
- Kunstman  Arhivirana inačica izvorne stranice od 12. kolovoza 2019. (Wayback Machine) Satellites in Orbit (engl.)